# Kořenice
Kořenice (en allemand : Korschenitz) est une commune du district de Kolín, dans la région de Bohême-Centrale, en République tchèque. Sa population s'élevait à 633 habitants en 2020.

## Géographie
Kořenice se trouve à 8 km au sud-ouest de Kolín, à 10 km à l'ouest-nord-ouest de Kutná Hora et à 52 km à l'est-sud-est de Prague.
La commune est limitée par Lošany et Kbel au nord, par Ratboř à l'est, par Suchdol au sud, par Bečváry au sud-ouest et par Dolní Chvatliny à l'ouest.

## Histoire
La première mention écrite de la localité date de 1358.